# Chi Chồn hôi đốm
Spilogale hay Chi Chồn hôi đốm là một chi động vật có vú trong họ Chồn hôi, bộ Ăn thịt. Chi này hiện bao gồm 4 loài:
- Spilogale angustifrons (chồn hôi đốm Trung Mỹ)
- Spilogale gracilis (chồn hôi đốm miền tây)
- Spilogale putorius (chồn hôi đốm miền đông)
- Spilogale pygmaea (chồn hôi đốm lùn)

## Tuổi thọ
Chồn hôi đốm có thể sống 10 năm trong điều kiện nuôi nhốt, nhưng trong tự nhiên, khoảng một nửa số chồn hôi chết sau 1 hoặc 2 năm.

## Hình ảnh

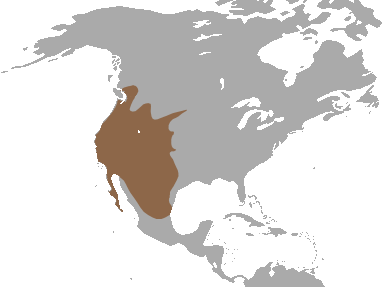
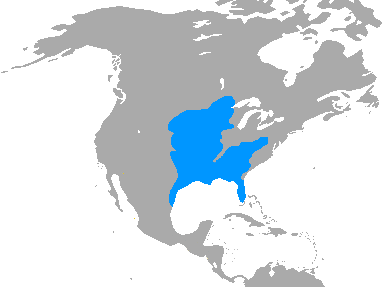
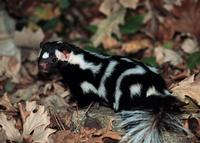